# قائمة رؤساء زامبيا
رئيس زامبيا هو رئيس الدولة ورئيس حكومة زامبيا. أول من تولى المنصب هو كينيث كاوندا بعد الاستقلال في عام 1964.ومنذ غادر كاوندا الرئاسة في عام 1991، تولى المنصب خمسةٌ آخرين هم: فريدريك شيلوبا، ليفي موناوازا، روبيا باندا، مايكل ساتا، والرئيس الحالي
إدغار لونغو. بالإضافة إلى ذلك، عمل الرئيس غاي سكوت كرئيس بالإنابة بصفة مؤقتة بعد وفاة الرئيس مايكل ساتا.
ومنذ 31 آب / أغسطس 1991، أصبح الرئيس هو رئيس الحكومة أيضاً، حيث أُلغي منصب رئيس الوزراء في الأشهر الأخيرة من ولاية كاوندا الرئاسية.
وينتخب الرئيس لمدة خمس سنوات. منذ عام 1991، يمكن له التجديد لفترة رئاسية أخرى فقط.

## المفتاح
الأحزاب السياسية
- حزب الاستقلال الوطني الموحد (UNIP)

- حركة من أجل الديمقراطية متعددة الأحزاب

- الجبهة الوطنية (PF)

الرموز
- §  انتخب دون منازع
- †  مات أثناء تولية المنصب

## قائمة رؤساء زامبيا (من 1964 إلى الوقت الحاضر)
| الترتيب | صورة                    | الإسم (الميلاد–الوفاة)                | انتُخِب                                | تولى المنصب    | غادر المنصب       | الحزب السياسي                                   |
| ------- | ----------------------- | ------------------------------------- | ------------------------------------ | -------------- | ----------------- | ----------------------------------------------- |
| 1       |                         | كينيث كاوندا (1924 – 2021)            | 1968 1973[§] 1978[§] 1983[§] 1988[§] | 24 أكتوبر 1964 | 2 نوفمبر 1991     | حزب الاستقلال الوطني الموحد                     |
| 2       |                         | فريدريك شيلوبا (1943–2011)            | 1991 1996                            | 2 نوفمبر 1991  | 2 يناير 2002      | الحركة من أجل الديمقراطية المتعددة الأحزاب      |
| 3       |                         | ليفي موناوازا (1948–2008)             | 2001 2006                            | 2 يناير 2002   | 19 أغسطس 2008[†]  | الحركة من أجل الديمقراطية المتعددة الأحزاب      |
| —       |                         | روبيا باندا (1937–2022) رئيس بالإنابة | —                                    | 29 يونيو 2008  | 2 نوفمبر 2008     | الحركة من أجل الديمقراطية المتعددة الأحزاب\|MMD |
| 4       | روبيا باندا (1937–2022) | 2008                                  | 2 نوفمبر 2008                        | 23 سبتمبر 2011 |                   | الحركة من أجل الديمقراطية المتعددة الأحزاب\|MMD |
| 5       |                         | مايكل ساتا (1937–2014)                | 2011                                 | 23 سبتمبر 2011 | 28 أكتوبر 2014[†] | الحبهة الوطنية                                  |
| —       |                         | غاي سكوت (1944–) رئيس بالإنابة        | —                                    | 28 أكتوبر 2014 | 25 يناير 2015     | الجبهة الوطنية                                  |
| 6       |                         | إدغار لونغو (1956–)                   | 2015 2016                            | 25 يناير 2015  | 24 أغسطس 2021     | الجبهة الوطنية                                  |
| 7       |                         | هاكيندي هيشيليما (مواليد 1962)        | 2021                                 | 24 أغسطس 2021  | حاليا             | الحزب المتحد للتنمية الوطنية                    |

## الترتيب حسب فترة الحكم
| الترتيب | الرئيس           | مدة الحكم         |
| ------- | ---------------- | ----------------- |
| 1       | كينيث كاوندا     | 27 سنوات و9 أيام  |
| 2       | فريدريك شيلوبا   | 10 سنوات و61 أيام |
| 3       | ليفي موناوازا    | 6 سنوات و230 أيام |
| 4       | روبيا باندا      | 3 سنوات و86 أيام  |
| 5       | مايكل ساتا       | 3 سنوات و35 أيام  |
| 6       | إدغار لونغو      | 6 سنوات و211 أيام |
| 7       | هاكيندي هيشيليما | 3 سنوات و266 أيام |

## الرؤساء السابقون الأحياء

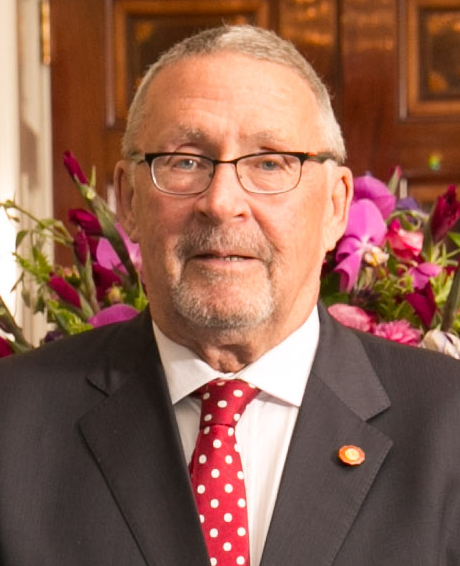
غاي سكوت (2014–2015) 1 يونيو 1944 (العمر 80 سنة)